# Acacia hirtipes
Acacia hirtipes é uma espécie de leguminosa do gênero Acacia, pertencente à família Fabaceae.